# Universidade de Potsdam
A Universidade de Potsdam (em alemão: Universität Potsdam, abreviatura corrente: "UP") é uma universidade pública alemã, que fica na região Berlim-Brandemburgo. Situa-se em quatro campus, um em Potsdam, Brandemburgo, incluindo o Novo Palácio de Sanssouci e o parque Babelsberg.
A Universidade de Potsdam foi fundada 15 de julho de 1991 pela Lei de Universidades de Brandemburgo como a sucessora do Colégio de Estado de Educação de Brandemburgo (Potsdam Brandenburgischen Landeshochschule), que antigamente se chamava "Escola Superior de Pedagogia "Karl Liebknecht".

## Reitores e presidentes
- Rolf Mitzner (diretor e fundador) 1991 - 1995
- Wolfgang Loschelder 1995 - 2006
- Sabine Kunst 2007 - 2011
- Thomas Grünewald (executivo) 2011 - 2012
- Oliver Günther 2012 - presente[4]

## Faculdades
A Universidade de Potsdam é formada pela seguintes faculdades:
- Faculdade de Ciência Política
- Faculdade de Filosofia
- Faculdade de Ciências Humanas
- Faculdade de Economia e Ciências Sociais
- Faculdade de Ciências, Matemática, Ciências Físicas e Naturais

## Edifícios históricos
Algumas partes da universidade inclui edifícios históricos, alguns dos quais fazem parte do Patrimônio Mundial da UNESCO. A biblioteca está localizada no parque de Sanssouci, no Neues Palais, o instituto histórico fica em uma parte das alas do edifício principal, enquanto o Centro de Línguas e o Instituto de línguas germânicas estão localizados nas instalações dos antigos estábulos.